# Жан Периго
Жан Мари Жозеф Периго (на френски: Jean Marie Joseph Perrigault) е френски журналист и писател, автор на статии и книги за Балканите и Китай.

## Биография
Жан Периго е роден на 30 юли 1884 година в Канкал, Бретан. През 1920 година издава книга, посветена на действията на френската армия на Солунския фронт по време на Първата световна война. Сътрудничи на вестниците Котидиен (1923), Матен (1931), L'époque (1939) и други.
В 1931 година издава просръбската си книга „Бандитите на Изтока или българските комитаджии“, определяна от български автори като пропагандна. В нея се представят част от действията на ВМРО в Югославия.
През 1937 година е редактор на списанието „В градината на Франция“ (Au jardin de la France: revue mensuelle illustrée). Член е на Комитета на Асоциацията на военните писатели.